# Diario Crónica (Comodoro Rivadavia)
Diario Crónica es un periódico regional de Comodoro Rivadavia, provincia de Chubut (Argentina). Es editado por el Grupo Olmos. Sus contenidos se incluyen en el portal homónimo. Junto con La Prensa de Santa Cruz y Diario El Patagónico son los periódicos más importantes de la Cuenca del Golfo San Jorge.
Es, por su historia y llegada, el medio de comunicación más importante de la provincia. Además, se destaca por ser el único medio de prensa escrito de Comodoro Rivadavia que mantiene su formato papel.

## Historia

### Inicios
El 31 de enero de 1962 Diego Zamit, junto a su esposa Herminia Presas, impulsó la idea de un nuevo medio de prensa. En un primer momento instaló el primer taller gráfico en el histórico espacio de Alem 680. El lugar elegido era particular: un taller mecánico en la última calle asfaltada de la ciudad. Los primeros directivos del diario fueron: Diego Joaquín Zamit como director, Olrando Montacuto como administrador, Francisco Oscar Touriñán como jefe de publicidad, Justo Beroisa como jefe de redacción y Braulio Ruiz como jefe de taller. Pese a la entonces dura competencia con los dos diarios existentes, la recepción popular de Crónica fue extraordinaria logrando, en pocos meses, superar el tiraje de El Rivadavia y El Chubut. Sus lectores podían lectores para informarse de las novedades educativas, sociales o deportivas que sucedían en la antigua Comodoro Rivadavia y en toda la Patagonia. Desde un primer momento, el matutino se destacó por su fuerte compromiso con la realidad socioeconómica de la gente de la ciudad petrolera y además por la responsabilidad a la hora de publicar información, corroborando antes lo que estaba a punto de ser publicado.
El fundador Diego Zamit fue partícipe de diferentes proyectos políticos que supieron defender al entonces gobernador Roque González y proyecto legislativos que lo ubicaron como referente en la vida comodorense, de la provincia y del país, desde su participación como director de Crónica en la fundación de la Asociación de Entidades Periodísticas Argentinas.
Los primeros ejemplares se imprimían con una rotoplana y se armaban con tres Linotipos modelo 3, todo en base a plomo fundido En cambio la modernización tecnológica comenzó a fines de los años 1970 con un frenético avance que obligó a la modernización permanente de la empresa gráfica, modificando equipos para la recepción de noticias hasta que, a principios de 1980, se adquirieron nuevos equipos de impresión y de armado que, debido a la complejidad de funcionamiento y al traslado que demandó la importación, recién se ponen en funcionamiento a mediados de 1981. Se trataba de una moderna rotativa King Press de 3 cuerpos nueva, adquirida en Estados Unidos y un equipo de fotocomposición Harris compuesto de dos CPU, cinco terminales, dos fotocomponedoras y una reveladora de películas de fotocomposición. También en esos años se logra el traslado al nuevo edificio de Namuncurá 122, lugar donde actualmente continúa funcionando.

### El gran evento deportico
Otro de los grandes aciertos de la empresa fue la creación de la icónica Corrida Internacional del Diario Crónica, evento deportivo que lleva el nombre del fundador del diario. La misma es considerada un éxito rotundo con sus 59 ediciones a 2025 y a lo largo de seis décadas, marcando distintos hitos a nivel deportivo en Comodoro, Chubut, Patagonia, Argentina, y también, varios países de Latinoamérica e incluso figuras públicas como el gobernador Ignacio Torres. En un principio, solo competían atletas locales, pero con el tiempo, la corrida empezó a llamar la atención de personas de otros países, que no dudaron en sumarse al masivo evento deportivo que año a año congrega a más de mil participantes.

### Consolidación y modernización[7]
Para los años 1990 la empresa estrenó el color en la edición, la ampliación de máquinas, nuevos equipos de computación, el abandono definitivo de la fotografía convencional para adaptarse a la fotografía digital y finalmente Crónica inauguró su sitio
Toda la gran trayectoria llevo a que en enero de 2000 las autoridades políticas del momento, encabezadas por el intendente Jorge Aubía, realizaron un homenaje público al diario. Del acto participaron el director Diego Zamit, su esposa Herminia, demás directivos y personal del diario. El mismo se ejecutó en el antiguo edificio de Crónica donde se colocó una placa que recuerda el origen del diario.
En agosto del año 2000 la muerte alcanzó a Zamit. Además de las repercusiones locales su desaparición motivó un homenaje en la cámara de diputados en la orden del día Nº 1253 redactada por José Corchuelo Blasco donde se contó su historia.

### Venta del medio
Los familiares de Zamit vendieron su participación total el 15 de junio de 2024 al grupo Olmos, un holding empresarial de prestigio a nivel nacional e internacional. El grupo hoy cuenta con dos grandes áreas de negocios dedicados a medios de comunicación y salud.

## Secciones

### Periódico
- Información general local
- Regionales
- Nacionales
- Clasificados
- Entretenimientos
- Deportes

### Edición web
- Radio Crónica
- Actualidad
- Cultura
- Portada
- Deportes
- Sociedad
- Policiales
- Política
- Economía